# 本朝水滸伝
『本朝水滸伝』（ほんちょうすいこでん）は、建部綾足が江戸時代後期に著した読本作品。中国文学の『水滸伝』の翻案。安永2年（1773年）前編10巻刊、後編15巻は写本で伝わるが未完である。

## 概要
前編は10巻20条、後編は15巻30条、後編付載の続編目録には70条までの記載があり、『水滸伝』100回本か120回本に倣い、100条か120条で完成する予定だったとされる。古語を用いた雅文体の読本で、長編読本の嚆矢であり、『水滸伝』の翻案としても早いものである。
あらすじは、味稲の翁が吉野川で拾った柘の枝から仙女が現れ、翁に柘の枝を百段に折って吉野川に流させ、これが様々な身分の人となって吉野に戻ってくると告げる。孝謙天皇の寵愛を受けて法皇となった道鏡の専横に対して、恵美押勝らが対抗して道鏡を倒そうと試みる。押勝は亡命後、伊吹山を拠点とし、白猪老父（正体は押勝の兄豊成）に道祖王を預けて東国に下る。その一方、和気清麻呂・大伴家持らも蜂起を図るというものである。舞台は奥州から九州までに及び、蝦夷の棟梁や楊貴妃も登場する奔放な構想である。

## 刊行本
校訂本
- 高田衛・木越治・田中善信校注『本朝水滸伝 紀行 三野日記 折々草』（新日本古典文学大系）岩波書店、1992年10月